# Правда (област Велико Търново)
 Тази статия е за селото в област Велико Търново.  За селото в област Силистра вижте Правда (Област Силистра).  
Правда е село в Северна България. То се намира в община Горна Оряховица, област Велико Търново.

## География
Село купов, на тип южния склон до левия бряг на река Янтра. Край него минава ж. п. линията Г. Оряховица – Русе. Граничи със селата Янтра, Първомайци, кв. Калтинец, гр. Долна Оряховица и с. Драганово. Било е към община Темниско (Първомайци), после към гара Г.Оряховица, а сега е към община Горна Оряховица. Климатът е умереноконтинентален, валежите са умерени през цялата година. През лятото температурите достигат +39 °C, а през зимата до -10 °C. Почвите са подходящи за отглеждане на всякакъв вид зърнени култури, плодове и зеленчуци. На сегашното си място съществува от 1897 година.

## История
От първите поселения в региона (III хилядолетие пр. Хр.) частично са запазени две неолитни селища, намиращи се край с. Правда. В селището край с. Правда са намерени множество керамични и кремъчни артефакти, свързани с бита и култовете на праисторическите хора. Между тях със своята изящност се отличава керамична фигурка – блюдо с глава на бик. За пръв път за съществуването на селото се споменава през 1415 г. Тогавашният данък, който е бил наложен на селото е бил 2 – 3 хиляди ахчета. Според преданието селото тогава се е наричало Ченгене кьой.
В документ от 15 век /списък на тимарите/ е записано „село Чикянова, спадащо към Търново“ с къщи мюсюлмани 4, неженен 1, неверници 13, неомъжени 7. В миналото селото било на брега на Янтра, но след голямото наводнение през 1897 г., то е преместено на днешното място. Тогава всички цигански семейства и 4 български са преселени в Калтинец. Църква била построена в 1864 г. Училище било открито в частна къща през 1860 г., от 1864 г. се помещавало в църковната килия, а през 1892 г. построили училище, в което учили до 1912 г., то не пострадало от наводнението. По предание в селото имало турски чифлик. В най-скоро време бяха направени разкопки в местността Червен бряг и е било открито селище.
След Освобождението селото е преименувано на Циганово, а на 19.02.1952 г. – Правда. 

## Население
Численост на населението според преброяванията през годините:
| \| Година на преброяване \| Численост \| \| --------------------- \| --------- \| \| 1934 \| 822 \| \| 1946 \| 890 \| \| 1956 \| 1012 \| \| 1965 \| 1043 \| \| 1975 \| 1063 \| \| 1985 \| 951 \| \| 1992 \| 801 \| \| 2001 \| 688 \| \| 2011 \| 630 \| \| 2021 \| 551 \| |           |
| Година на преброяване | Численост |
| 1934 | 822       |
| 1946 | 890       |
| 1956 | 1012      |
| 1965 | 1043      |
| 1975 | 1063      |
| 1985 | 951       |
| 1992 | 801       |
| 2001 | 688       |
| 2011 | 630       |
| 2021 | 551       |

### Етнически състав
Преброяване на населението през 2011 г.
Численост и дял на етническите групи според преброяването на населението през 2011 г.:
|                     | Численост | Дял (в %) |
| Общо                | 630       | 100.00    |
| Българи             | 564       | 89.52     |
| Турци               |           |           |
| Цигани              |           |           |
| Други               | 4         | 0.63      |
| Не се самоопределят |           |           |
| Неотговорили        | 60        | 9.52      |

## Редовни събития
На 26 октомври е сбора на селото.

## Други
В селото работят две земеделски фирми, които се занимават с производство на семена. Има една потребителна кооперация и една шивашка фирма. Домакинствата в селото са около 400, а жителите – около 650.